# La gatta bianca
La gatta bianca (titolo originale: La chatte blanche) è un romanzo rosa di Delly del 1923.
I romanzi di Delly furono estremamente popolari fra gli anni dieci e gli anni cinquanta del 1900; alcuni di essi si collocano fra i più grandi successi editoriali dell'epoca.

## Trama
Il giovane, avvenente e ricco Enrico della Rochetoulac, ospite di un amico, passeggiando da solo si perde nella foresta. Trova rifugio in una casa isolata; la padrona è una bellissima russa, Nada di Rambouges, vedova di un nobile francese e tutrice di una sua nipote, la graziosa e mesta Iolana. Le movenze da gatta della padrona di casa, che conosce di fama il giovane duca, del quale subito si innamora, disgustano Enrico, che è un giovane molto serio e religioso, mentre lo colpiscono i modi riservati e la grazia della giovanissima Iolana.
Rientrato a Parigi, dove la sua famiglia conduce una vita molto frivola e mondana, Enrico si trova spesso in compagnia di Nada, che tenta ogni possibile seduzione per conquistarlo. Scopre invece che la dolce Iolana è la figlioccia di una sua anziana parente e riesce ad introdurla in società per conoscerla meglio. 
Innamoratosi della fanciulla, trova opposizione al suo desiderio di sposarla in suo padre, che ha per il brillante figlio altre aspirazioni che vederlo rovinarsi con una ragazza senza dote, anche se di buona famiglia. Il capitale dei Rochetoulac va sempre più assottigliandosi, per la vita troppo dispendiosa che menano nella capitale, ed è quindi indispensabile che il figlio maggiore provveda alla famiglia. Enrico, serio ed operoso, nonché noto autore di bellissimi libri, ritiene di riuscire a mantenersi grazie al suo ingegno ed occupandosi seriamente della loro trascurata tenuta di campagna a Mayonne, ma il padre vieta formalmente al figlio di fidanzarsi con Iolana.
Intanto la subdola Nada intuisce l’amore tra i due giovani e, pazza di gelosia, ritorna alla Selva Nera con la nipote. Nada attende con impazienza la morte del vecchio zio di suo marito, il conte di Rambuoges, perché, secondo un’antica leggenda, nel castello è sepolto un tesoro. La donna ha per anni adescato il vecchio, allontanandolo dalla pronipote e facendosi nominare unica erede; ora trama di accelerare la fine del vecchio malato, aiutata dalla sua cameriera Mavra.
Enrico, ottenuto infine il consenso del padre, che in fondo gli vuole molto bene, si reca al castello del conte e qui una fedele domestica non solo gli racconta la verità sulle trame di Nada, ma gli fa intendere di sapere forse dove è nascosto il tesoro. Il conte viene informato di tutto e riesce a riscrivere il testamento in favore di Iolana prima di morire; Nada viene allontanata dalla Francia con la minaccia di denunciarla per sequestro di persona.
Il tesoro viene infine trovato e Iolana, bella, giovane, nobile e finalmente ricca, si rivela la nuora ideale per i genitori di Enrico.